# Központi Vásárcsarnok
A Nagycsarnok (hivatalos nevén Központi Vásárcsarnok, egyéb nevei: Vásárcsarnok, Fővám téri központi vásárcsarnok, régebben Dimitrov csarnok) Budapest legnagyobb vásárcsarnoka, amely Budapesten, a Ferencvárosban található.

## Fekvése
A mai Szabadság híd pesti hídfőjénél volt a Fővámház, ahol a Duna folyamon szállított áruk elvámolását végezték. A vízi út közelsége is magyarázza, hogy itt alakult ki Pest egyik legforgalmasabb piactere, két városrész, a Belváros és a Ferencváros határán.
Az első időkben saját vasúti rakodóvágánya is volt, és a felszín alatt folyosó kötötte össze a dunai rakparttal. Utóbbit később (egészen napjainkig) szemétszállításra használták. A Duna felőli, rácsos bejárati kapuján keresztül a 4-es metró megállójához kapcsolódóan, a 2-es villamos vágányainak lesüllyesztéséig jól látszott a vásárcsarnok felé vezető hosszú folyosó.
1965-ig vasúti kapcsolata volt a Budapest-Dunapart teherpályaudvarral.

## A beruházás
A Központi Vásárcsarnok volt az egyik legnagyobb beruházás, ami Kamermayer Károlynak, az 1873-ban létrejött Budapest első (fő)polgármesterének nevéhez fűződik, aki 1896-os nyugalomba vonulását követően a komplexum átadásán már magánemberként vett részt.

## Az épület
Pecz Samu építész, műegyetemi tanár nyertes pályázati tervei alapján készült el, 1894–1896 között.
A magyarországi historizmus téglaépítészetének egyik legjelentősebb alkotása. A bejárati kőkapuk neogótikus stílusjegyeket viselnek. A tetőt a pécsi Zsolnay-gyár színes épületkerámiái fedik. Kovácsoltvas szerkezettel fedett alapterülete 8363 négyzetméter, a 60 méter főhomlokzatú csarnok bazilikás belső terű főhajója 28 méter magas, 150 méter hosszú. A falakat különböző árnyalatú vörös és sárga téglaburkolattal fedték, a homlokzatot Zsolnay-pirogránittal borították. Az árusítóhelyek berendezéseit és a vasszerkezeteket a Waagner és a Schlick gyár készítette, a porcelán- és majolikaburkolatok szintén a pécsi Zsolnay-gyárból kerültek ki. A költségek 1 millió 900 ezer forintra rúgtak, csaknem annyiba, mint a másik négy pesti vásárcsarnokéi összesen, amelyeket 1897-ben a Nagyvásárcsarnokkal egy napon nyitottak meg. Az épületet 1977-ben műemlékké nyilvánították.
Az idők folyamán erősen tönkrement. A második világháború után a pincében tárolt nemes építőanyagokkal állították helyre, az eredeti építészeti stílusnak nem megfelelően. 1991-re ismét életveszélyessé vált, bezárták, majd 1994-ig felújították. 1999-ben elnyerte az építészeti szakma legkiemelkedőbb nemzetközi elismerését, a FIABCI Prix d’Excellence díját. 2013-ban a CNN Travel Európa legjobb piacának nevezte. A világ tíz legjobb vásárcsarnoka között szerepel. A turisták körében kedveltebb kiskereskedelmi létesítmény a kezdetek óta fővárosi tulajdon és a BUDAPEST VÁSÁRCSARNOKAI Piacokat, Üzletközpontokat és Vásárcsarnokokat Üzemeltető Kft. (2021 előtt: Fővárosi Önkormányzat Csarnok és Piac Igazgatósága) kezelésében áll.

## Híres látogatói
Évszázados fennállása alatt I. Ferenc József magyar király, II. Vilmos német császár uralkodók, Sigmund Freud, a pszichoanalízis atyja és Margaret Thatcher brit miniszterelnök is.

## Galéria

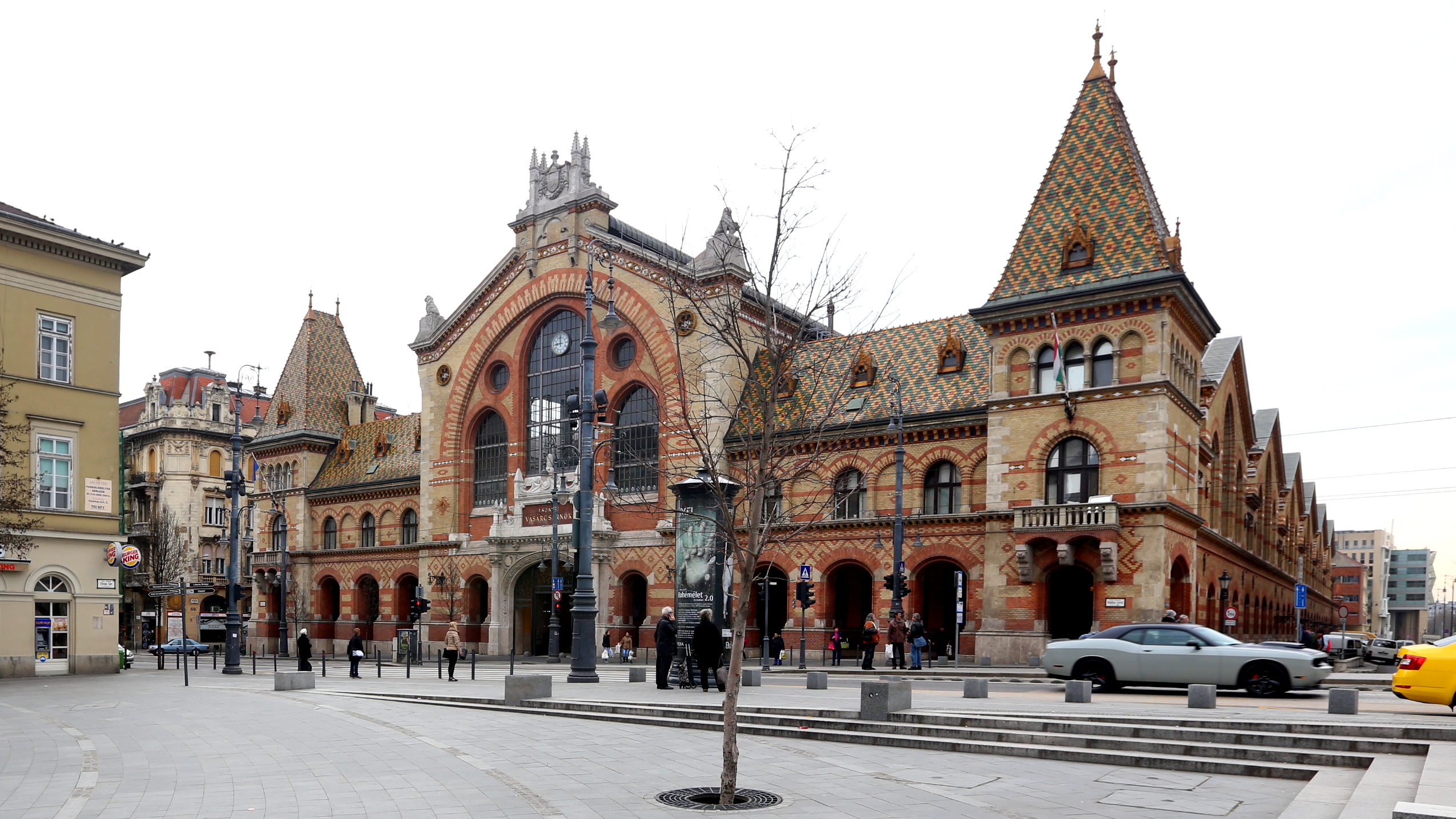
A Vásárcsarnok 2016-ban
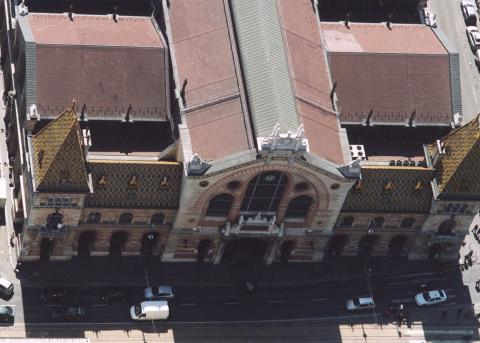
A csarnok felülnézetből
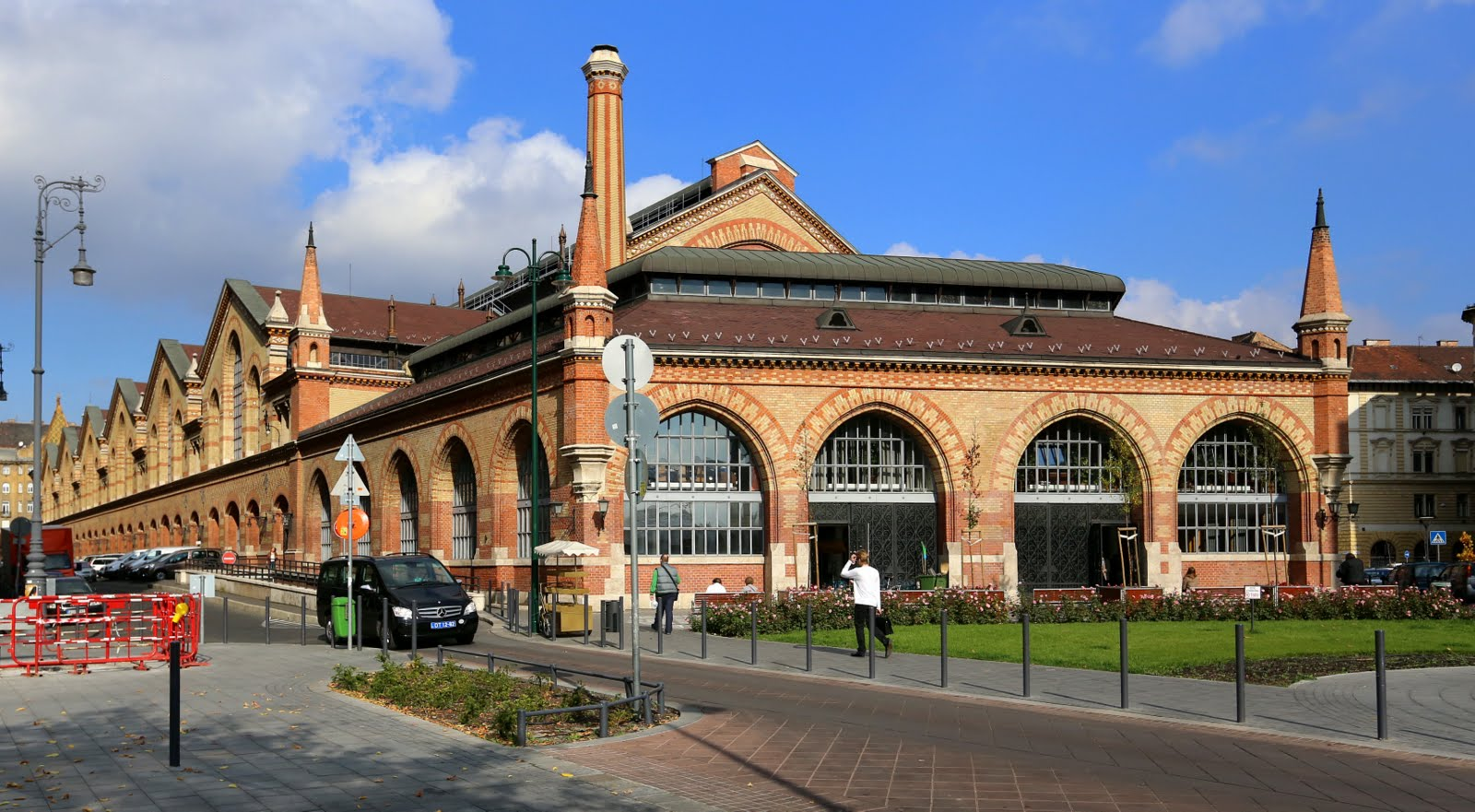
A nyugati homlokzat
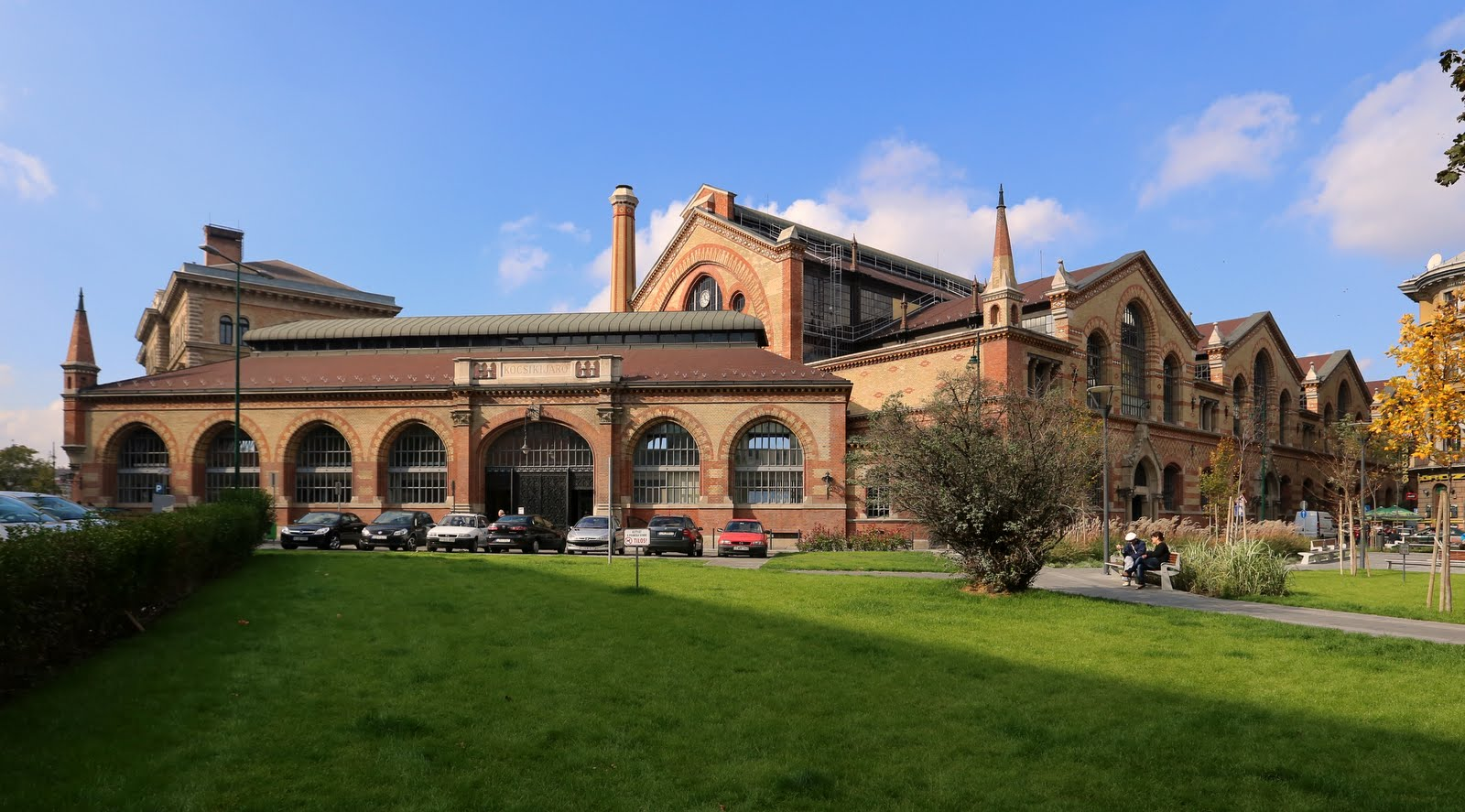
A déli homlokzat
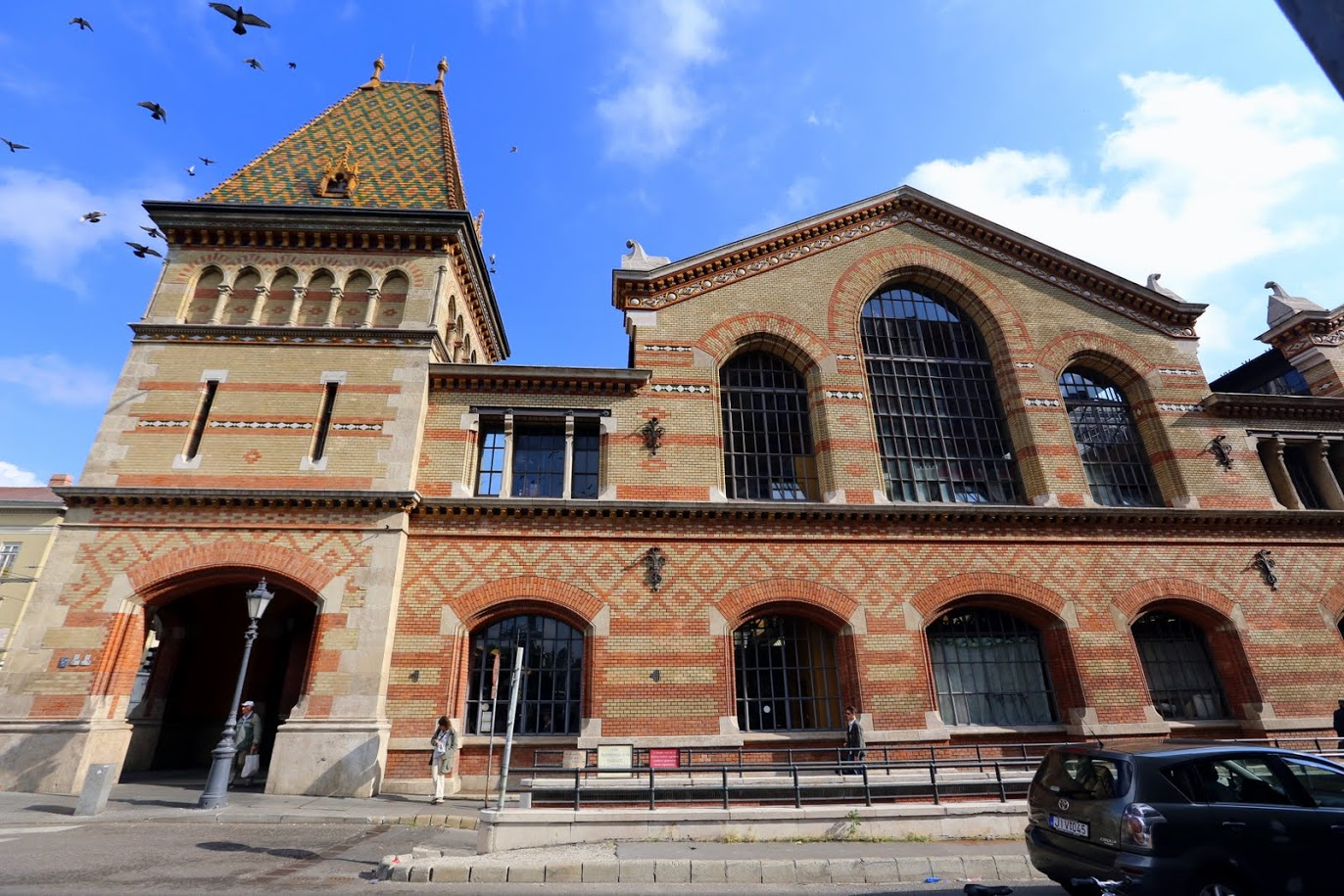
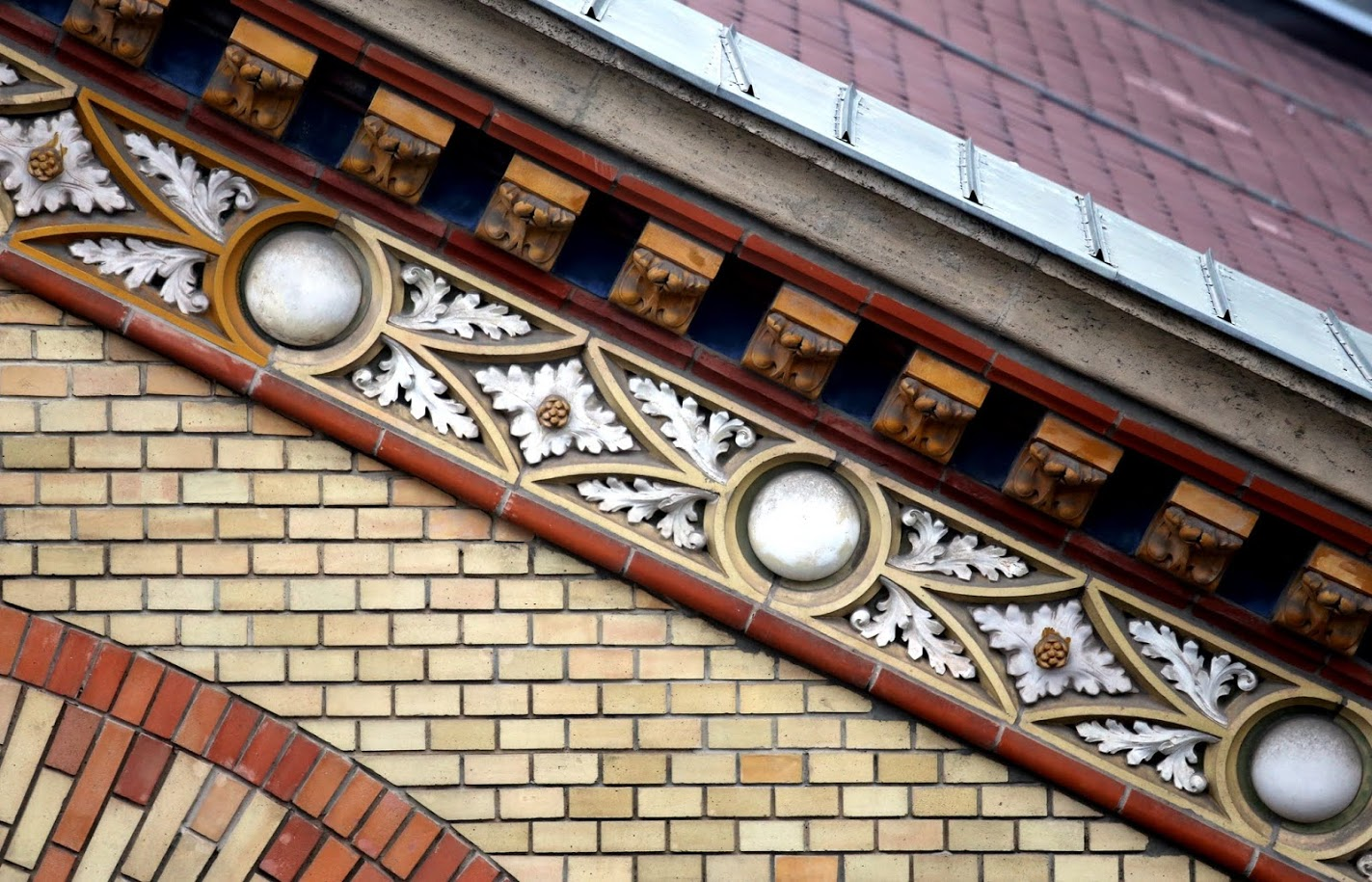
Homlokzati dísz
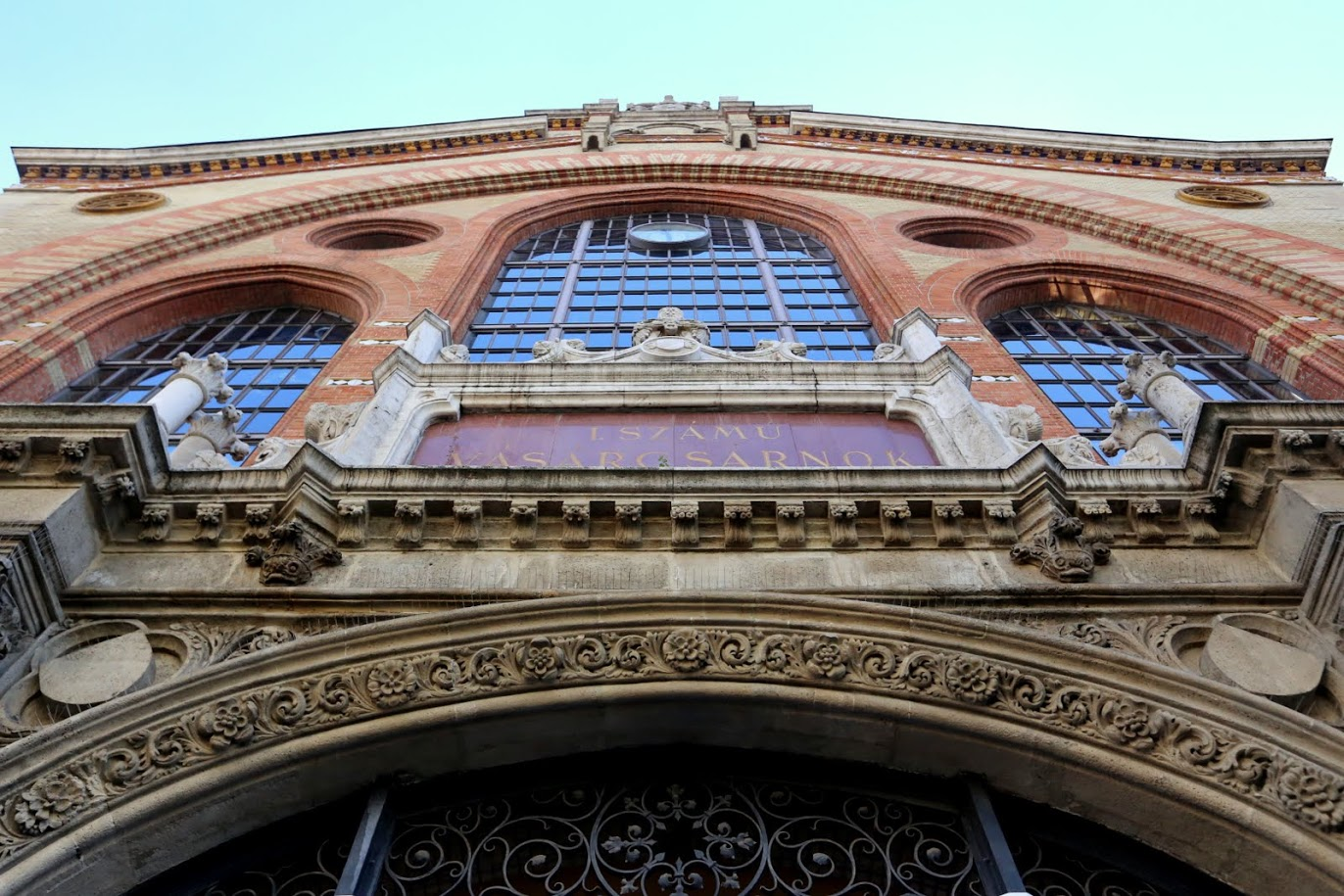
Homlokzatrész
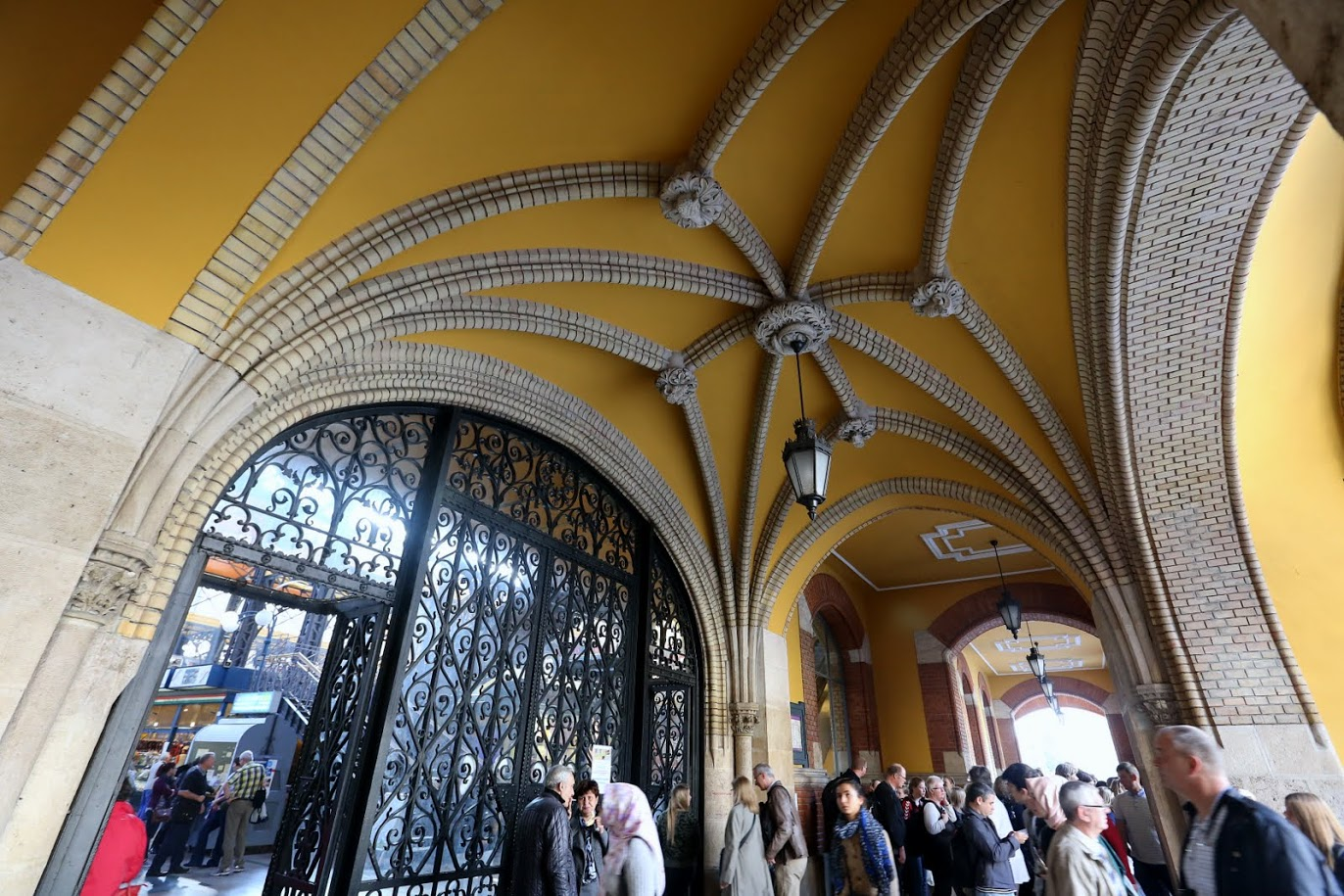
Főbejárat